# Gans (niedersächsisches Adelsgeschlecht)
Gans ist der Name eines briefadligen niedersächsischen Geschlechtes jüdischer Abstammung, dessen Stammreihe mit Aaron Philipp Gans im Jahr 1794 in Celle begann.

## Adelserhebungen
- Preußischer Adelsstand am 11. März 1912 in Berlin mit Diplom vom 4. November 1912 im Neuen Palais bei Potsdam für Friedrich Ludwig Gans, Großindustrieller und königlich preußischer Wirklicher Geheimer Rat in Frankfurt am Main.
- Immatrikulation im Königreich Bayern bei der Adelsklasse am 10. März 1913 für Friedrichs Sohn Dr. phil. Paul von Gans, Privatgelehrter in München.

## Wappen (1912)
In von Gold und Blau gespaltenem Schild ein behalsbandeter rot bezeichneter Brackenrumpf verwechselter Farbe. Auf dem Helm mit blau-goldenen Decken der Brackenrumpf. 

## Namensträger
- Friedrich Ludwig von Gans (1833–1920), Großindustrieller, Mäzen und Kunstsammler
- Ludwig Wilhelm von Gans (1869–1946), Chemiker und Industrieller
- Margot von Gans (1899–1986), Luftfahrtpionierin
- Paul von Gans (1866–1915), Chemiker, Erfinder, Privatgelehrter, Mäzen, Automobil- und Luftfahrtpionier